# Kościół Niepokalanego Poczęcia Najświętszej Marii Panny w Bełzie
Kościół pw. Niepokalanego Poczęcia Najświętszej Marii Panny ss. Dominikanek w Bełzie – rzymskokatolicki kościół i klasztor należący pierwotnie do zakonu sióstr dominikanek w Bełzie, funkcjonujący do r. 1784, a następnie w latach 1946–1951, obecnie cerkiew greckokatolicka.

## Historia
Zakon dominikanek został sprowadzony do Bełza w r. 1635 z fundacji Jadwigi z Łaszczów Tuczapskich Olizarowej, wdowie po Adamie Olizarze (Olizar-Wołczkiewiczu) herbu Chorągwie Kmitów. Uroczyste wprowadzenie zakonnic do zbudowanego wcześniej klasztoru znajdującego się na Przedmieściu Lubelskim odbyło się w 1644 lub 1645 roku. Już w r. 1648 kościół i klasztor zostały spalone przez Kozaków, a odbudowę rozpoczęto rok później. Podjęto także decyzję o zmianie miejsca pod nową zabudowę dla lepszej obrony przed wrogimi atakami i uzyskano zgodę na przeniesienie kościoła i klasztoru w obręb murów miejskich. Kościół i klasztor zostały zbudowane i zamieszkane przez zakonnice przed 1659 rokiem. Od ok. 1743 roku z fundacji Anny z Bełzeckich herbu Jastrzębiec, 1° voto Michałowej Puzynowej, 2° voto Adamowej Rostkowskiej rozpoczęto budować nowy, murowany klasztor. Budowa kierowana przez anonimowego architekta zakończyła się w 1751 roku.
W XVIII wieku konwent dominikanek w Bełzie był  najliczniejszą placówką tego zakonu na terenach dawnej Rzeczypospolitej. W r. 1782 władze austriackie nakazały dominikankom konwersję na regułę zgromadzenia ss. urszulanek i otwarcia zakładu wychowawczego dla dziewcząt. Po długiej batalii prawnej, 30 z 35 zakonnic bełskim zgodziło się przyjąć regułę urszulanek, a cesarz ostatecznie pozwolił 5 dominikankom na pozostanie w Bełzie, pomimo tego, że w Galicji nie istniał już wówczas żadnej klasztor tego zakonu. W 1784 sprowadzono z Pragi do Bełza trzy urszulanki, przeznaczone na kierownicze stanowiska w klasztorze. Po faktycznej zmianie reguły na urszulańską z klasztoru w Bełzie odeszło 18 sióstr (dwie z nich zmarły jeszcze przed przybyciem sióstr z Czech), a w 1784 już tylko 5 zakonnic z pierwotnych dominikanek pozostawało w klasztorze jako urszulanki. Spadek liczebności konwentu spowodował decyzje władz o kasacie placówki. Trzy urszulanki zostały odesłane do Pragi, a byłe dominikanki otrzymały roczną pensję. Klasztor skasowano dekretem z 13 września 1784.
Kościół po dominikankach został przekazany przez władze grekokatolickiej parafii pw. Świętego Ducha, która urządziła w niej cerkiew parafialną, wezwanie zmieniono na Zesłania Ducha Świętego. Część sprzętów liturgicznych m.in. monstrancję przekazano w  r. 1796 do dawnego kościoła Dominikanów, pełniącego wówczas funkcję kościoła parafialnego.

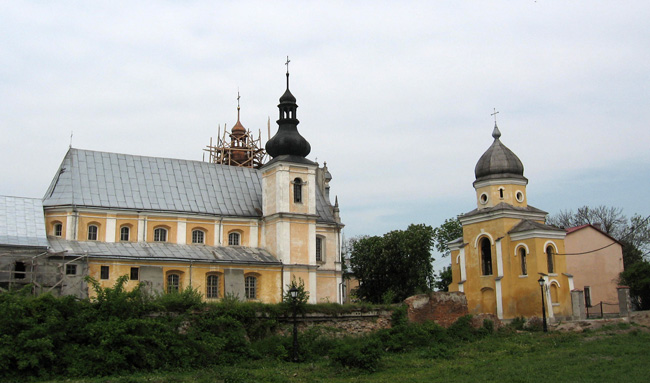
Zespół klasztorny

W zabudowaniach dawnego klasztoru początkowo znajdowała się plebania grekokatolickiego parocha, a następnie planowano w nim umieścić kwatery oficerskie, a ostatecznie wystawiono budynki na licytacje publiczną (trzykrotnie w latach 1820–1823). Ponieważ nie było ofert kupna, ostatecznie gubernium sprzedało zabudowania magistratowi miasta Bełza. Ale już w roku następnym miasto odsprzedało go Andrzejowi Mierzejewskiemu, właścicielowi majątku Chłopiatyn, a od 1848 pozostawał w posiadaniu jego syna Ludwika. Wówczas architekt Wincenty Rawski przygotował projekt restauracji budowli, a pracami budowlanymi kierowali Ignacy Koliubiński oraz Wasyl Dembicki. Podczas prac m.in. nadbudowano wschodnie i zachodnie skrzydło klasztoru. W 2. połowie XIX wieku do 1939 roku pomieszczenia w dawnym klasztorze wynajmował magistrat miasta Bełza.
Na temat kościoła zachowało się niewiele informacji. Wiadomo, że grekokatolicy przejęli świątynię z pełnym wyposażeniem, a następnie przekształcili je. Pierwsze informacje o remoncie pochodzą w r. 1861, kiedy pokryto dachy białą blachą, a hełmy wież blachą miedzianą.  W latach 1892–1893 zbudowano nowy ikonostas na wzór ikonostasu w katedrze w Przemyślu (dawnego kościoła Karmelitów Bosych). Kilka lat później, w r. 1900 świątynia została odnowiona, a polichromię wnętrza wykonał lwowski malarz Michajło Bojarski. Natomiast w r. 1906 w północno-wschodnim narożniku muru zbudowano nową dzwonnicę wg projektu architekta Filimona Lewickiego. 
W wyniku działań Armii Czerwonej podczas szturmu na Bełz w lipcu 1944 roku uszkodzono zabudowania dawnego klasztoru dominikanek. Kościół został rekoncyliowany i w latach 1946–1951 ponownie funkcjonował jako kościół rzymskokatolicki. Wszystkie zabudowania po dominikankach były odnotowane w 1948 roku jako pozostające w bardzo dobrym stanie, odremontowane.
Po zmianie granic w 1951 roku kościół został zamknięty przez władze sowieckiej Ukrainy i popadał w ruinę. W r. 1991 lub 1992 została przejęty na cerkiew grekokatolicką i przekształcony na potrzeby obrządku wschodniego. Natomiast w zabudowaniach klasztornych umieszczono szkołę, która funkcjonowała tam do l. 80. XX, po jej likwidacji budynki popadają w ruinę.
Według nieznajdującej żadnego poparcia w źródłach archiwalnych tezy Tadeusza Kukiza, z kościoła Dominikanek w Bełzie pochodzi przewieziony po r. 1951 obraz Matki Boskiej znajdujący się w kościele pw. Matki Boskiej Królowej Polski w Ustrzykach Dolnych. Z całą pewnością nie był w Bełzie czczony jako cudowny.

## Architektura

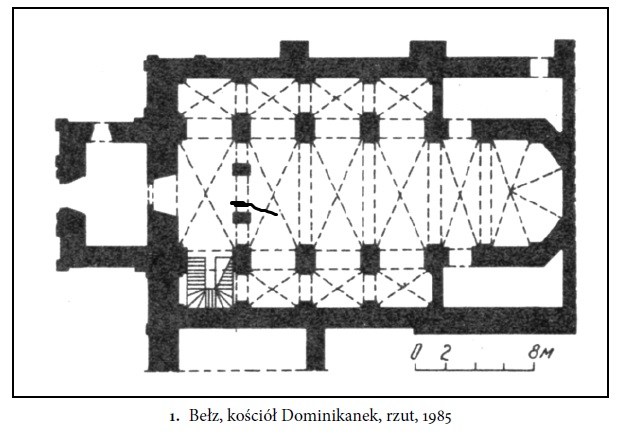
Rzut kościoła

Zespół kościoła i klasztory Dominikanek znajduje się w pobliżu zrujnowanego zespołu klasztorno-kościelnego Dominikanów, bezpośrednio przy ulicy. Kościół na rzucie prostokąta, trójnawowy i czteroprzęsłowy zakończony dwuprzęsłowym prezbiterium zamkniętym trójbocznie zwróconym na południe. Po jego bokach prostokątne aneksy skarbca i zakrystii. Wnętrze artykułowane przez pilastry toskańskie podtrzymujące pełne belkowanie, sklepione kolebkowo z lunetami. Fasada dwukondygnacyjna, z rozbudowanym zwieńczeniem i z dostawionymi po bokach i cofniętymi względem części środkowej wieżami. Artykulacja fasady przeprowadzona za pomocą pseudopilastrów toskańskich, podzielona zredukowanym belkowaniem. W dwóch kondygnacjach, w bocznych osiach cztery nisze z rzeźbami śś. Marii Magdaleny, Róży z Limy, Urszuli, Katarzyny Sieneńskiej z XVIII wieku. Portal wejściowy oraz portal do zakrystii w obramieniu roślinnym z XVII wieku. Zwieńczenie zakończone przyczółkiem zamkniętym łukiem odcinkowym. Wieże nakryte neobarokowymi hełmami.
Dwukondygnacyjne skrzydła klasztoru, przymurowane od zachodu do kościoła, składają się z trzech skrzydeł tworzących duży, prostokątny dziedziniec oraz skrzydła czwartego umieszczonego wewnątrz, równoległego do kościoła i wydzielającego mniejszy dziedzińczyk w kształcie litery „L” (obecnie to skrzydło jest niezachowane). Elewacja od strony głównej ulicy trzynastoosiowa, z dwoma wejściami z portalami. Zabudowania klasztorne pozostają w stanie daleko posuniętej ruiny.